# 松田和宏
松田 和宏（まつだ かずひろ、1974年6月24日 - ）は、日本の元陸上競技選手、指導者。専門は長距離走。山形県出身。東海大学山形高等学校、中央大学卒業。その後ダイエー、佐川急便を経て、2006年に競技生活引退後、2009年より学校法人石川高等学校教諭・陸上部顧問を務めている。

## 略歴・人物
1993年中央大学に進学。1年次から主力を任され、第5回出雲駅伝5区では区間3位、第25回全日本大学駅伝でも、1区で区間5位と好走した。1994年の第70回箱根駅伝で1年生ながらも花の2区を任され、山梨学院大・ステファン・マヤカ、順天堂大・本川一美、早稲田大・花田勝彦に次ぐ区間4位となった。
2年次、第6回出雲駅伝で2区を区間9位、第32回全日本大学駅伝では初のアンカーを任され区間3位であった。1995年第71回箱根駅伝では2年連続の2区を任され、早稲田大・渡辺康幸、ステファン・マヤカ、順天堂大・高橋健一に次ぐ、区間4位の成績を残した。
3年次、出雲駅伝では2年連続の2区を任され、区間2位となり、前年のリベンジを果たした。第27回全日本大学駅伝では、2年連続の8区を任され、1位で襷を受け取り、区間3位だったものの、早稲田大・渡辺康幸に最後は逆転を許し、悲願の初優勝はならなかった。
1996年の第72回箱根駅伝で3年連続の2区を走り、11位から9人抜きの快走でステファン・マヤカ、法政大・磯松大輔らを抑え、渡辺に次ぐ区間2位の成績を収めた。なお、マヤカが大学4年間の学生三大駅伝で渡辺以外に唯一負けたのが、この時の松田であった。この時の記録である1時間08分29秒は、第79回箱根駅伝で藤原正和に更新されるまで中央大の2区の区間記録であった（現在でも藤原、堀尾謙介、吉居大和に次ぐ歴代4位である）。中央大はこの後、復路6区で早稲田大を逆転し、前年の全日本大学駅伝のリベンジを果たすと共に、32年ぶり14回目の総合優勝を飾った。
最後の学生駅伝となった、1997年の第73回箱根駅伝では、4年連続の2区を任され、区間3位となった。
学生三大駅伝で区間賞獲得は1度もなかったものの、2年次の出雲駅伝を除いて全て区間5位以内と安定した走りが特徴であった。
卒業後の1997年4月、ダイエーに入社するも事業縮小から廃部の憂き目に遭い、1998年4月、佐川急便に移籍した。
初マラソンとなった1998年の福岡国際マラソンで、2時間14分41秒の16位となった。
翌1999年の第54回びわ湖毎日マラソンでは、2時間12分25秒を記録し、4位に入賞した。
2002年のベルリンマラソンでは、日本人1位となる2時間10分31秒を記録し、6位に入賞。ポール・テルガトが当時の世界新記録を樹立した翌2003年のベルリンマラソンでも、日本人1位となる2時間09分49秒の自己ベストを記録した。
2006年12月をもって現役を引退し退社した。
その後は指導者への道を歩み、2008年より滋賀大学大学院に在籍していたが、2009年4月より、学校法人石川高等学校にて陸上部顧問及び同校教諭を務めていた酒井俊幸が東洋大学陸上競技部の監督に就任するため、酒井の後任として同校で指導を行っている。2013年には学法石川高校を全国高校駅伝福島大会で男女アベック優勝で都大路に導く。

## 主な戦績
- 1993年 第5回出雲駅伝 5区区間3位 21分22秒
- 1993年 第25回全日本大学駅伝 1区区間5位 44分55秒
- 1994年 第70回箱根駅伝 2区区間4位 1時間09分53秒
- 1994年 第6回出雲駅伝 2区区間9位 23分04秒
- 1994年 第26回全日本大学駅伝 8区区間3位 59分23秒
- 1995年 第71回箱根駅伝 2区区間4位 1時間08分47秒
- 1995年 第7回出雲駅伝 2区区間2位 22分29秒
- 1995年 第27回全日本大学駅伝 8区区間3位 58分43秒
- 1996年 第72回箱根駅伝 2区区間2位 1時間08分29秒 （9人抜き）
- 1996年 第1回全国都道府県対抗男子駅伝競走大会 3区区間6位 26分28秒 （14人抜き）
- 1996年 第8回出雲駅伝 6区区間2位 33分05秒
- 1996年 第28回全日本大学駅伝 8区区間3位 59分08秒
- 1997年 第73回箱根駅伝 2区区間3位 1時間12分27秒
- 1997年 第2回天皇盃全国都道府県対抗男子駅伝競走大会 3区区間6位 26分14秒 （20人抜き）
- 1999年 第4回天皇盃全国都道府県対抗男子駅伝競走大会 3区区間20位 26分43秒
- 1999年 びわ湖毎日マラソン 4位 2時間12分25秒
- 2000年 びわ湖毎日マラソン 5位 2時間10分24秒
- 2002年 ベルリンマラソン 6位 2時間10分31秒
- 2003年 ベルリンマラソン 6位 2時間9分49秒

## 自己記録
- 5000m - 13分55秒70
- 10000m - 28分51秒40
- ハーフマラソン - 1時間3分25秒
- マラソン - 2時間9分49秒（2003年：ベルリンマラソン）

## 関連人物・指導した主な選手
- 榎木和貴 - 中央大時代の同級生。箱根駅伝で4年連続で区間賞を獲得した。
- 石本文人
- 藤田敦史
- 相澤晃 - 東洋大学卒業、旭化成所属。出雲駅伝3区、全日本大学駅伝3区、箱根駅伝2区区間記録保持者。
- 阿部弘輝 - 明治大学卒業、住友電工所属。全日本大学駅伝旧7区区間記録、箱根駅伝7区区間記録保持者。
- 遠藤日向 - 住友電工所属。3000m高校生、ジュニア記録保持者。